# NGC 1589
NGC 1589 est une vaste galaxie spirale située dans la constellation du Taureau. NGC 1589 a été découverte par l'astronome germano-britannique William Herschel en 1783.

## Caractéristiques
Sa vitesse par rapport au fond diffus cosmologique est de 3 729 ± 9 km/s, ce qui correspond à une distance de Hubble de 55,0 ± 3,9 Mpc (∼179 millions d'al).
À ce jour, trois mesures non basées sur le décalage vers le rouge (redshift) donnent une distance de 47,333 ± 1,012 Mpc (∼154 millions d'al), ce qui est à l'extérieur des valeurs de la distance de Hubble. Notons cependant que c'est avec la valeur moyenne des mesures indépendantes, lorsqu'elles existent, que la base de données NASA/IPAC calcule le diamètre d'une galaxie et qu'en conséquence le diamètre de NGC 1589 pourrait être d'environ 54,4 kpc (∼177 000 al) si on utilisait la distance de Hubble pour le calculer.
La classe de luminosité de NGC 1589 est I-II et elle présente une large raie HI. NGC 1589 est une galaxie brillante dans le domaine des rayons X.

## Supernova
La supernova SN 2001eb a été découverte dans NGC 1589 le 29 août 2001 par l'astronome amateur britannique Tom Boles. Cette supernova était de type Ia.  

## Groupe de NGC 1589
NGC 1589 est la plus grosse galaxie d'un groupe de galaxies qui portent son nom. Le groupe de NGC 1589 comprend neuf galaxies. Les huit autres galaxies de ce groupe sont NGC 1586, NGC 1587, NGC 1588, NGC 1593, UGC 3054, UGC 3058, UGC 3072 et UGC 3080. Selon A.M. Garcia, la galaxie NGC 1620 fait aussi partie de ce groupe, mais Garcia n'inclut pas NGC 1593 dans celui-ci.  